# Dieter Teusch
Dieter Teusch (* 16. April 1940 in Frankfurt am Main; † 15. Januar 2020 in Spanien) war ein deutscher Maler, Grafiker und Bildhauer.

## Leben
Dieter Teusch studierte zunächst Architektur in London und absolvierte im Anschluss von 1975 bis 1980 ein weiteres Studium an der Staatlichen Hochschule für Bildende Künste – Städelschule in Frankfurt. Während dieser Jahre begegnete er Joseph Beuys, mit dem er dann in dieser Zeit auch befreundet war.
Seit den frühen 1980er-Jahre lebte der Künstler im Belgischen Viertel in Köln und verlegte dann im Jahr 2002 den Wohn- und Arbeitssitz nach Marbella in Spanien.
Seine Werke und Arbeiten wurden weltweit zum Beispiel in Brüssel, Santa Monica, New York, Amsterdam und Wien ausgestellt. In Deutschland fanden entsprechende Ausstellungen 1985 unter anderem in Essen und München, jeweils kuratiert von Zdenek Felix, und 2013 in Mannheim statt.

## Ausstellungen (Auswahl)
- 1985: Künstliche Paradiese. Museum Folkwang Essen (20. September 1985 – 27. Oktober 1985)[6]
- 1985: Künstliche Paradiese. Kunstverein München (7. November 1985 – 8. Dezember 1985)[6]
- 2013: NUR SKULPTUR!. Kunsthalle Mannheim (15. März 2013 – 24. November 2013)[6]